# Дамдинцурунов, Вячеслав Анатольевич
Вячеслав Анатольевич Дамдинцурунов (род. 21 сентября 1977 год, Катангар, Читинская область) — заслуженный тренер Российской Федерации (2017), чемпион России по тайскому боксу (1999), российский государственный деятель, министр спорта и молодёжной политики Бурятии (2017—2021), депутат Государственной Думы Российской Федерации VIII созыва (с 2021 года). Член Комитета Государственной Думы по по молодежной политике.
Из-за вторжения России на Украину, находится под международными санкциями Евросоюза, США, Великобритании и ряда других стран

## Биография
Вячеслав Дамдинцурунов родился 21 сентября 1977 года в селе Катангар Петровск-Забайкальского района Читинской области (сейчас — Забайкальский край) в русско-бурятской семье. Воспитанием Вячеслава занимались дед и бабушка по материнской линии, по смерти бабушки, когда Вячеславу было 9 лет, он остался на попечении деда.

### Образование
В 1993 году по окончании неполной средней школы Вячеслав Дамдинцурунов поступил в педагогическое училище в Петровске-Забайкальском на физкультурное отделение.
В 1996 году прошёл по конкурсу и стал студентом факультета физической культуры Бурятского государственного университета, который окончил с отличием в 2001 году. Во время учёбы наткнулся на учебник по боксу Игоря Дегтярёва. Тренировался под руководством Батора Хамаганова (тайский бокс) и Дулзэна Бабудоржиева (бокс). В 1999 году в возрасте 22 лет стал чемпионом России по тайскому боксу и чемпионом Бурятии по рукопашному бою.
В 2002 году поступил в аспирантуру Российского государственного университета физической культуры, спорта и туризма (РГУФК). В 2005 году окончил её и получил степень кандидата педагогических наук.
В 2012 году получил второе высшее образование на кафедре государственного и муниципального управления Российской академии народного хозяйства и государственной службы (РАНХиГС) по специальности «Стратегическое и социально-экономическое развитие».

### Спортивная и тренерская карьера
Вячеслав Дамдинцурунов начал заниматься спортом в 19 лет, что сравнительно поздно, однако уже в 1999 году, в возрасте 22 лет, стал мастером спорта, выиграв чемпионат России по тайскому боксу и став чемпионом Бурятии по рукопашному бою.
В 2003 году, ещё во время учёбы в аспирантуре, начал преподавать в Российском государственном университете физической культуры, спорта, молодёжи и туризма. К 2017 году прошёл путь от преподавателя кафедры теории и методики прикладных видов спорта и экстремальной деятельности до заведующего кафедрой, декана, а потом и проректора по социально-воспитательной работе, развитию спорта и внешним связям.
С 26 лет работает тренером «Академии спортивных и прикладных единоборств» по различным боевым единоборствам. С 2005 года является её вице-президентом. Вячеслав Дамдинцурунов был тренером чемпиона мира по боевому самбо и джиу-джитсу Алексея Иванова, чемпиона мира по панкратиону Вадима Бусеева, чемпиона России и Европы по джиу-джитсу Михаила Заяца и многих других известных спортсменов.
Вячеслав Дамдинцурунов известен как промоутер бурятских спортсменов и как организатор турнира по бухэ барилдаан (монгольской борьбе) на Красной площади и сопродюсер турнира по ММА в Улан-Удэ, который транслировали в прямом эфире на «Матч-ТВ».

## Политическая карьера
Избранный 10 сентября 2017 года глава Бурятии Алексей Цыденов 25 сентября отправил в отставку ряд министров, в том числе министра спорта и молодёжной политики Баира Ангурова. На его место по результатам открытого конкурса, в котором участвовало 12 человек, 4 декабря 2017 года был назначен Вячеслав Дамдинцурунов.
После назначения министром в первой программной речи Дамдинцурунов наметил в качестве основных направлений своей работы создание спортивных объектов в Бурятии с учётом плотности населения, промотирование работы тренеров и спортсменов, проведение соревнований, которые будут заметны за пределами региона, поддержку локальных федераций спорта, а также развитие спортивных клубов по месту жительства и спартакиады среди всех групп населения. 24 сентября 2021 года глава республики Алексей Цыденов принял отставку Дамдинцурунова с поста министра в связи с его переходом на работу в Госдуму.
Вячеслав Дамдинцурунов победил в праймериз «Единой России» в Бурятии, прошедших в конце мая 2021 года. 19 сентября 2021 года на выборах в Государственную думу VIII созыва был избран по Бурятскому одномандатному избирательному округу № 9 как представитель от партии «Единая Россия». Занял первое место с 37,41 % голосов, опередив кандидата от КПРФ Баира Цыренова.

## Санкции
25 февраля 2022 года, на фоне вторжения России на Украину, включён в санкционный список стран Евросоюза в ответ на решение России признать территории Донецкой и Луганской областей Украины и на решение об отправке туда российских войск.
11 марта 2022 года внесён в санкционный список Великобритании «за признание независимости двух сепаратистских регионов в Украине».
30 сентября 2022 года был внесён в санкционный список США в ответ на «фиктивные референдумы» и «аннексию территорий Украины российскими оккупационными силами». Государственный департамент отмечает что депутаты единогласно приняли закон о фейках, а некоторые депутаты сыграли ключевую роль в распространении российской дезинформации о войне.
Также находится в санкционных списках Швейцарии, Австралии, Японии, Украины, Японии и Новой Зеландии

## Награды
В 2017 году Вячеславу Дамдинцурунову присвоено почётное спортивное звание «Заслуженный тренер Российской Федерации». Он обладатель двух медалей: Памятная медаль «XXII Олимпийские зимние игры и XI Паралимпийские зимние игры 2014 года в г. Сочи» и медаль «80 лет самбо» Всероссийской федерации самбо (2018).
Дамдинцурунов имеет благодарность министра спорта Российской Федерации (2020), благодарности Главы Республики Бурятия (2018, 2020), благодарность Российского союза боевых искусств (2018), Федерации спортивной борьбы России и Российского государственного университета физической культуры, спорта, молодёжи и туризма (2014).
Также ему вручен ряд почётных грамот: грамота Президента России к памятной медали «За бескорыстный вклад в организацию Общероссийской акции взаимопомощи #МыВместе» (2020), грамота министра обороны Российской Федерации (2020), грамоты «Всероссийского физкультурно-спортивное общества „Динамо“» (2019) и Российского государственного университета физической культуры, спорта, молодёжи и туризма (2016).

## Доходы и собственность
Вячеслав Дамдинцурунов заработал в 2020 году 3,9 млн рублей (годом ранее — 2,4 млн). В его собственности находятся земельный участок площадью восемь соток и квартира в 56,1 м², а также автомобиль Toyota Camry. Доход супруги в 2020 году составил около 517 тыс. рублей (в 2019—373 тыс. рублей), имущества у неё нет.

## Семья
С 2001 года женат на Наталье Дамдинцуруновой. У супругов трое детей: дочь Алтана и сыновья Доржи и Алдар.